# Liriomyza variata
Liriomyza variata este o specie de muște din genul Liriomyza, familia Agromyzidae. A fost descrisă pentru prima dată de Malloch în anul 1913.
Este endemică în Maine. Conform Catalogue of Life specia Liriomyza variata nu are subspecii cunoscute.